# Dreamscapes Revisited
Dreamscapes Revisited – album kompilacyjny zespołu Alphaville. Wydanie to pomija 33 utwory z 124 jakie znalazły się w "box secie" Dreamscapes, zaś utwór "Whales (demo 1)" w ogóle nie pojawił się w tej kompilacji. Kompilacja zawiera głównie dema niektórych utworów.

## Lista utworów

### Dreamscape 1ne
1. „Dream Machine” – 4:44
2. „In the Mood (Demo Remix)” – 5:04
3. „Summer in Berlin (Demo 1)” – 6:55
4. „A Victory of Love (Demo Remix)” – 4:15
5. „To Germany With Love (Demo 1)” – 4:29
6. „Big in Japan (Demo Remix)” – 6:23
7. „Fallen Angel (Demo Remix)” – 4:07
8. „Forever Young (Demo Remix)” – 4:44
9. „Leben Ohne Ende (Original Demo)” – 3:15
10. „Sounds Like a Melody (Demo 1)” – 4:25
11. „Lies (Demo 1)” – 3:49
12. „Colours (Instrumental)” – 3:25

### Dreamscape 2wo
1. „Afternoons in Utopia (Instrumental Remix)” – 4:29
2. „The Voyager (Demo Remix)” – 4:28
3. „Universal Daddy (Demo 1)” – 3:45
4. „Red Rose (Demo 2)” – 3:25
5. „Dance With Me (12" New Edit)” – 9:42
6. „Fantastic Dream (Demo 2)” – 4:01
7. „Jerusalem (Demo Remix)” – 4:30
8. „Sensations (New Dub Edit)” – 5:46
9. „Carol Masters (Demo 1)” – 4:08
10. „Airport Sketch (Instrumental)” – 1:33
11. „Lassie Come Home (Demo 2)” – 7:25
12. „20th Century (Demo 1)” – 1:22
13. „Summer Rain (Demo 3)” – 4:11
14. „Romeos (12" New Edit)” – 5:48

### Dreamscape 3hree
1. „Seeds (Remix)” – 3:17
2. „Elevator (Remix)” – 5:06
3. „Welcome to the Sun (Remix)” – 3:09
4. „The Other Side of U (Remix)” – 4:44
5. „Next Generation (Remix)” – 4:59
6. „20.000 Lieues Sous Les Mers (Poem Remix)” – 5:42
7. „Golden Feeling (Demo 1)” – 7:40
8. „Headlines (Demo 1)” – 3:50
9. „Big Yellow Sun (Remix)” – 6:49
10. „Sister Sun (Remix)” – 5:07
11. „Fools (Faithful&True Version)” – 4:17
12. „Legend (Remix)” – 4:56
13. „Like Thunder (Flag Remix)” – 5:10
14. „Life is King (Demo 1)” – 5:53

### Dreamscape 4our
1. „Never Get Out of the Boat (Intro Piece)” – 2:18
2. „Sounds Like a Melody” – 5:15
3. „Ascension Day” – 7:05
4. „Euphoria” – 7:22
5. „Jerusalem” – 4:08
6. „New Horizons” – 5:45
7. „Victory of Love” – 4:53
8. „Beethoven” – 4:16
9. „Jet Set” – 3:49
10. „Dance With Me” – 6:02
11. „Wishful Thinking” – 4:43
12. „Big in Japan” – 7:09
13. „Forever Young” – 5:48

### Dreamscape 5ive
1. „Underworld (Live)” – 3:25
2. „To the Underworld” – 3:40
3. „Whales (Demo 1)” – 4:12
4. „Whales (Demo 2)” – 4:31
5. „Burning Wheels” – 3:44
6. „Thunder & Lightning” – 4:21
7. „Days Full of Wonder” – 5:06
8. „Peace on Earth” – 5:39

### Dreamscape 6ix
1. „Nostradamus” – 4:48
2. „Mysterion 11:04
3. „Change the World (Demo 1)” – 4:24
4. „Pandora's Lullaby (Opera Version)” – 4:24
5. „Welcome to the Sun (Retro Version)” – 6:03
6. „Beautiful Girl (Piano Piece)” – 3:07
7. „Caroline (Demo 1)” – 4:21
8. „Carry Your Flag” – 3:56
9. „Cosmopolitician (Demo 1)” – 5:35
10. „Sweet Needles of Success / 12 Years (Orchestral Version)” – 3:22
11. „Forever Young (Unplugged Version)” – 4:32

### Dreamscape 7even
1. „Blauer Engel” – 4:39
2. „Ain't it Strange (Demo 1)” – 4:40
3. „(Keep the) Faith (Portobello Remix)” – 4:31
4. „Forever Young (Demo 2)” – 3:45
5. „All in a Golden Afternoon (Instrumental)” – 3:34
6. „My Brothers in China (Instrumental)” – 4:30
7. „Wake Up!” – 4:34
8. „Astral Body (Demo Remix)” – 4:30

### Dreamscape 8ight
1. „Big in Japan (FFF Time Warp)” – 10:19
2. „She Fades Away (Demo 1, Titanic Version)” – 3:09
3. „Those Were the Days” – 4:45
4. „Imperial Youth (Instrumental)” – 5:41
5. „Danger in Your Paradise (Demo 1)” – 5:10
6. „Feathers & Tar (Britannia Row Remix)” – 5:30
7. „Here by Your Side” – 4:01
8. „Flame (Demo 1)” – 4:33
9. „In Bubblegum” – 4:25
10. „Joyride (Instrumental)” – 3:49
11. „Monkey in the Moon (Demo 1)” – 4:24
12. „Kinetic (Instrumental)” – 4:42
13. „Tomorrow (Instrumental)” – 3:28

## Pozostałe utwory
Utwory z albumu Dreamscapes, które nie pojawiły się w Dreamscapes Revisited: 
- "Romance (Demo Sketch)” – 1:16
- "Jet Set (Demo 2)” – 4:38
- "Traumtänzer (Demo Remix)” – 5:25
- "Into the Dark (Demo Remix)” – 4:33
- "Lady Bright (Demo 1) 0:37
- "For a Million (Instrumental)” – 6:24
- "Mercury Girl” – 4:04
- "Highschool Confidential” – 3:04
- "Roll Away the Stone” – 3:48
- "The Shape of Things to Come” – 4:58
- "Bitch” – 3:16
- "Today” – 4:39
- "What is Love” – 5:09
- "Because of You” – 3:52
- "And I Wonder” – 4:39
- "Heart of the Flower” – 4:51
- "The End” – 5:08
- "If the Audience Was Listening (Demo 2)” – 3:08
- "Waves” – 3:42
- "Script of a Dead Poet” – 3:55
- "Elegy” – 5:45
- "Carry Your Flag” – 3:56
- "Romeos (Demo 1)” – 3:35
- "Jet Set (Demo 1)” – 4:19
- "Traumtänzer (Demo 1)” – 5:17
- "Ariana (Demo 1)” – 2:38
- "Summer in Berlin (Demo 2 Remix)” – 4:41
- "Recycling (H-Babe Tape)” – 1:59
- "That's All (Instrumental)” – 2:49
- "Duel” – 3:54
- "Iron Gate (Instrumental)” – 2:19
- "Fools (12" Speed Remix)” – 6:37
- "Joyride (Instrumental)” – 3:49